# Feminització (biologia)
En biologia i medicina, la feminització és el desenvolupament en un organisme de característiques físiques que solen ser exclusives de la femella de l'espècie. Això pot representar un procés normal de desenvolupament, que contribueix a la diferenciació sexual. La feminització també pot ser induïda per factors ambientals, i aquest fenomen s'ha observat en diverses espècies animals. En el cas de la teràpia hormonal transgènere, s'indueix artificialment i intencionadament.

## Feminització patològica
En els animals, quan la feminització es produeix en un mascle, o en un moment inadequat del desenvolupament, sovint es deu a un trastorn genètic o adquirit del sistema endocrí. En els humans, una de les manifestacions més comunes de la feminització anormal és la ginecomàstia, el desenvolupament inadequat de les mames que pot resultar de nivells elevats d'hormones feminitzants com ara els estrògens. La deficiència o el bloqueig de les hormones virilitzants (andrògens) també poden contribuir a la feminització. En alguns casos, els nivells alts d'andrògens poden produir efectes tant virilizants (augment del pèl corporal, veu més profunda, augment de la massa muscular, etc.) com efectes feminitzants (ginecomàstia), ja que els andrògens es poden convertir en estrògens per l'aromatasa als teixits perifèrics.

### Feminització en els artròpodes
En els artròpodes, la feminització es pot produir a través de l'herència d'endosimbionts manipuladors de la reproducció. Això afavoreix l'herència dels endosimbionts perquè els endosimbionts són transmesos per les mares als seus ous. La presència de simbionts intracel·lulars transmesos de generació en generació, poden arribar a ser perjudicials per als seus hostes, podent, fins i tot, arribar a induir canvis en la proporció del sexe de l'hoste i parasitar el seu sistema reproductor produint una feminització d'aquest. D'aquesta manera els endosimbionts feminizants fan que els individus genèticament mascles es transformin en femelles. Per exemple, Wolbachia, Paramixidia o Microspiridia poden ser diferents endosimbionts feminizants. S'han trobat simbionts feminitzants en un insecte i en diversos Crustacea. Un exemple és l'Oniscidea o Armadillidium vulgare, organisme diploide en la qual el sexe es troba determinat ancestralment pels cromosomes sexuals. La feminització produïda per un bacteri anomenat Wolbachia genera femelles homogamètiques –una dotació cromosòmica– i heterogamèticas –dues dotacions cromosòmiques–, però un només tipus de mascle. Les recerques van revelar que algunes femelles eren genotípicament mascles, amb la qual cosa la determinació sexual estava determinada pel simbiont i no pels cromosomes. Els no portadors de Wolbachia eren mascles. La feminització està influenciada pels gens específics de l'hoste. El mecanisme de feminització és principalment la inhibició de la diferenciació de la glàndula androgènica, o sigui, el bloc de la glàndula que genera hormones masculines. La conseqüència directa és que apareix el fenotip femení en individus genèticament mascles.